# Ligne 1 du tramway de Casablanca
Pour les articles homonymes, voir Ligne 1.
La ligne 1 du tramway de Casablanca est une ligne du réseau tramway de Casablanca ouverte le 12 décembre 2012.

## Tracé
Lors de sa mise en service initiale le 12 décembre 2012, la ligne fut une ligne sous forme de Y avec deux branches occidentales: à partir de la station Abdelmoumen une première branche reliait le terminus Aïn Diab Plage et une seconde le terminus Facultés. Lors de l'ouverture de la ligne 2, la branche d'Aïn Diab Plage fut dissociée de la ligne 1 et rattachée à la nouvelle ligne 2. Par ailleurs, la branche Facultés fut prolongée jusqu'à Lissasfa. Depuis, la ligne 1 relie Lissasfa et Sidi Moumen.

## Stations
La ligne 1 du tramway de Casablanca dessert les 36 stations suivantes :
|  |  |   |  |  | Station                 | Coordonnées                 | Arrondissement | Correspondances                                                                           |
|  |  | - |  |  | ----------------------- | --------------------------- | -------------- | ----------------------------------------------------------------------------------------- |
|  |  | o |  |  | Sidi Moumen             | 33° 35′ 14″ N, 7° 30′ 04″ O | Sidi Moumen    | Bus 33, 75, 97, 97, 105, 501, 608, 902                                                    |
|  |  | o |  |  | Nassim                  | 33° 35′ 05″ N, 7° 30′ 18″ O | Sidi Moumen    | Bus 75, 97, 105                                                                           |
|  |  | o |  |  | Mohammed Zefzaf         | 33° 34′ 56″ N, 7° 30′ 31″ O | Sidi Moumen    | Bus 75, 97, 105                                                                           |
|  |  | o |  |  | Centre de maintenance   | 33° 34′ 45″ N, 7° 30′ 48″ O | Sidi Moumen    | Bus 75, 97, 105                                                                           |
|  |  | o |  |  | Hôpital Sidi Moumen     | 33° 34′ 35″ N, 7° 31′ 05″ O | Sidi Moumen    | Bus 75, 97, 105                                                                           |
|  |  | o |  |  | Attacharouk             | 33° 34′ 26″ N, 7° 31′ 28″ O | Sidi Moumen    | Bus 75, 97, 105                                                                           |
|  |  | o |  |  | Okba Ibnou Nafia        |                             | Sidi Moumen    | (station Moulay Rachid) - Bus 75, 97, 105, 920                                            |
|  |  | o |  |  | Forces Auxiliaires      |                             | Sidi Moumen    | Bus 32, 17, 24, 64, 65, 55, 86, 920                                                       |
|  |  | o |  |  | Hay Raja                |                             | Sidi Moumen    | Bus 17, 24, 44, 64, 65, 55, 86, 920                                                       |
|  |  | o |  |  | Ibn Tachfine            |                             | Hay Mohammadi  | (station Mdakra) Bus 2, 16, 32, 43, 44, 47, 55, 920                                       |
|  |  | o |  |  | Hay Mohammadi           |                             | Hay Mohammadi  | Bus 2, 18, 32, 43                                                                         |
|  |  | o |  |  | Achouhada               |                             | Hay Mohammadi  | Bus 2,18, 32                                                                              |
|  |  | o |  |  | Ali Yata                |                             | Hay Mohammadi  | Bus 2, 18, 32, 87, 90                                                                     |
|  |  | o |  |  | Grande Ceinture         |                             | Hay Mohammadi  | Bus 2, 90                                                                                 |
|  |  | o |  |  | Anciens Abattoirs       |                             | Hay Mohammadi  | à proximité : bus 87                                                                      |
|  |  | o |  |  | Bahmad                  |                             | Roches-Noires  |                                                                                           |
|  |  | o |  |  | Gare de Casa-Voyageurs  |                             | Roches-Noires  | Train, Al Bidaoui, Al Boraq, Bus 87, 90                                                   |
|  |  | o |  |  | Place Al Yassir         |                             | Roches-Noires  | Bus 2, 23, 33, 43, 82, 88, 139                                                            |
|  |  | o |  |  | La Résistance           |                             | Sidi Belyout   | Bus 10, 11, 43, 55, 120, 128                                                              |
|  |  | o |  |  | Mohammed Diouri         |                             | Sidi Belyout   | (station Mohammed Smiha)                                                                  |
|  |  | o |  |  | Marché Central          |                             | Sidi Belyout   |                                                                                           |
|  |  | o |  |  | Place des Nations-Unies |                             | Sidi Belyout   | Bus 2, 6, 7, 9, 10, 11, 19, 22, 23, 25, 29, 33, 35, 43, 55, 56, 59, 82, 84, 120, 139, 920 |
|  |  | o |  |  | Place Mohammed V        |                             | Sidi Belyout   | (station Parc de la Ligue Arabe) - Bus 4, 6, 7, 19, 22, 28, 29, 35, 40, 56, 59, 81        |
|  |  | o |  |  | Avenue Hassan II        |                             | Sidi Belyout   | Bus 6, 19, 22, 28, 29, 35, 38, 59, 60, 67, 87, 90                                         |
|  |  | o |  |  | Les Hôpitaux            |                             | Maârif         | Bus 6, 19, 28, 29, 35, 38, 59, 67, 75, 87, 100, 200                                       |
|  |  | o |  |  | Faculté de Médecine     |                             | Maârif         | Bus 6, 19, 28, 29, 38, 59, 67, 75, 87, 100, 143, 200                                      |
|  |  | o |  |  | Abdelmoumen             |                             | Maârif         | (station Anoual) Bus 19, 28, 29, 35, 59, 75, 97, 97B, 143, 200                            |
|  |  | o |  |  | Bachkou                 |                             | Aïn Chock      | Bus 20, 28, 47, 53, 59, 72, 106, 109, 143, 200, 309                                       |
|  |  | o |  |  | Mekka                   |                             | Aïn Chock      | Bus 53, 106, 200 + à proximité bus 59, 72                                                 |
|  |  | o |  |  | Gare de l'Oasis         |                             | Aïn Chock      | Train, Al Bidaoui, Bus 53, 106, 200 + à proximité bus 59, 72                              |
|  |  | o |  |  | Panoramique             |                             | Aïn Chock      | Bus 53 , 105 , 106 , 107 , 200                                                            |
|  |  | o |  |  | Technopark              |                             | Aïn Chock      |                                                                                           |
|  |  | o |  |  | Zénith                  |                             | Aïn Chock      | Bus 7, 29, 53, 59, 105, 106, 107, 200                                                     |
|  |  | o |  |  | Gare de Casa-Sud        |                             | Aïn Chock      | Al Bidaoui                                                                                |
|  |  | o |  |  | Facultés                |                             | Hay Hassani    | Bus 49 + à proximité bus 16, 97B, 100, 306                                                |
|  |  | o |  |  | Al Laymoun              |                             | Hay Hassani    | (station Omar Al Khiam) - Bus 9E, 13, 51, 97B                                             |
|  |  | o |  |  | Lissasfa                |                             | Hay Hassani    | Bus 16 97B 100 107 306 307                                                                |